# Amt Butzbach
Das Amt Butzbach war ein Amt der Landgrafschaft und zuletzt des Großherzogtums Hessen (Hessen-Darmstadt).

## Funktion
In Mittelalter und Früher Neuzeit waren Ämter eine Ebene zwischen den Gemeinden und der Landesherrschaft. Die Funktionen von Verwaltung und Rechtsprechung waren hier nicht getrennt. Dem Amt stand ein Amtmann vor, der von der Landesherrschaft eingesetzt wurde. 

## Geschichte
Im Rahmen der Münzenberger Erbschaft kam Butzbach 1244 in den Besitz des Hauses Falkenstein. 1271 wurde Butzbach Sitz eines eigenen Zweiges dieser Familie. Das Geschlecht der Falkensteiner starb mit dem Tod von Werner III. 1418 im Mannesstamme aus. Der Besitz wurde an die Herren von Eppstein (3/4) und die Grafen von Solms (1/4) übertragen.
Zwei Viertel des Eppsteinischen Anteils wurde 1433 bei der Eppsteinische Bruderteilung der Linien von Eppstein-Münzenberg zugeschlagen, ein Viertel Eppstein-Königstein. Gottfried X. von Eppstein-Münzenberg verpfändete 1464 ein Viertel für 26.000 Gulden an Otto von Solms und verkaufte es 1478. 1478 verkaufte er auch das andere Viertel für 40.000 Gulden an Graf Philipp von Katzenelnbogen. Nach dem Aussterben von Eppstein-Königstein fiel dessen Viertel an Stolberg und dann 1581 an Kurmainz. 1595 erwarb Landgraf Ludwig IV. das kurmainzische Viertel für 26.000 Gulden. 1629 erwarb die Landgrafschaft ein weiteres Viertel von Solms-Lich. Das Amt Butzbach gehörte nun zu drei Vierteln zur Landgrafschaft Hessen und zu einem Viertel zu Solms-Braunfels.
Mit der Landesteilung 1567 war das Amt Butzbach Teil von Hessen-Marburg und nach deren  Ende und jahrzehntelangen Streitereien erhielt es die Landgrafschaft Hessen-Darmstadt.
1609 bis 1643 war das Amt Butzbach während einer erneuten Landesteilung die selbstständige Landgrafschaft Hessen-Butzbach unter Landgraf Philipp III.
Das Amt Butzbach gehörte spätestens seit 1741 insgesamt zur Landgrafschaft Hessen-Darmstadt, als diese den letzten Anteil aus dem ehemaligen Kondominat der Stadtherrschaft über Butzbach erwarb. Die Landgrafschaft Hessen-Darmstadt wurde 1806 zum Großherzogtum Hessen erhoben. Hier lag das Amt in der Provinz Oberhessen.
Ab 1820 kam es im Großherzogtum zu Verwaltungsreformen. 1821 wurden auch auf unterer Ebene Justiz und Verwaltung getrennt und alle Ämter aufgelöst. Für die bisher durch die Ämter wahrgenommenen Verwaltungsaufgaben wurden Landratsbezirke geschaffen, für die erstinstanzliche Rechtsprechung Landgerichte. Die Verwaltungsaufgaben des ehemaligen Amtes Butzbach wurden auf den Landratsbezirk Butzbach und die Rechtsprechung dem Landgericht Friedberg übertragen.

## Bestandteile
Am Ende des Alten Reiches gehörten nachfolgend aufgeführte Gemeinden zum Amt Butzbach:
- Bodenrod
- Butzbach
- Fauerbach
- Hoch-Weisel
- Langenhain
- Maibach
- Münster
- Ostheim
- Schloss Philippseck
- Weiperfelden[Anm. 1]
- Ziegenberg

## Recht
Im Amt Butzbach galt das Gemeine Recht, in der Stadt Butzbach zudem – und vorrangig – das Stadtrecht von Butzbach. Diese Partikularrechte behielten ihre Geltung im gesamten 19. Jahrhundert und wurden erst zum 1. Januar 1900 von dem einheitlich im ganzen Deutschen Reich geltenden Bürgerlichen Gesetzbuch abgelöst.